# Ursyn
Ursyn – imię męskie, wtórne cognomen utworzone  od łacińskiego ursus, czyli "niedźwiedź", przez dodanie przyrostka -inus. Patronem tego imienia jest św. Ursyn, pierwszy biskup Bourges (żył około 300 roku).
Pierwsze zapisy tego imienia w Polsce datują się na 1496 rok. Od Ursyna pochodzi nazwa warszawskiej dzielnicy Ursynów.
Ursyn imieniny obchodzi 9 listopada.
Odpowiedniki w innych językach:
- (wł.) – Orso, Orsino, Ursino

Znane osoby noszące imię Ursyn:
- Orsino Orsini – krewny papieża Aleksandra VI i mąż jego kochanki, Giulii Farnese
- Julian Ursyn Niemcewicz

Zobacz też:
- Ursyn – inna nazwa herbu szlacheckiego Rawicz
- antypapież Ursyn
- Ursus (imię)